# 'Cuz I Can
«'Cuz I Can» es una canción de la cantante estadounidense Pink, perteneciente a su cuarto álbum de estudio I'm Not Dead de 2006, convirtiéndose en el séptimo sencillo de dicho material discográfico. ´
En la canción Pink dice que juega a sus propias reglas alardeando de su "Bling" (ostentar joyas valiosas), en contraste con el contenido anti-consumista de "Stupid Girls", otra de las canciones del álbum. Refiriéndose a la canción la llamó "un tanto contradictoria" y "a veces hipócrita".  Fue uno de los cinco temas del álbum que se filtró en Internet en 2005 antes de su publicación.
El sencillo fue publicado solamente en Australia y Nueva Zelanda, debutando en el número 33 del Australia ARIA Chart de canciones digitales y alcanzó el puesto número 14, mientras que en Nueva Zelanda debutó en el puesto 39 alcanzando posteriormente el 29.
El video musical fue visto por primera vez en la televisión australiana el 5 de octubre de 2007 y es un video en vivo del I'm Not Dead Tour. El espectáculo muestra bailarines vestidos como monjes y con solo ropa interior debajo de sus túnicas.

## Posicionamiento
| Listas (2007/2008)                 | Posicionamiento |
| ---------------------------------- | --------------- |
| Australia ARIA Digital Track Chart | 14              |
| Australia Airplay Chart            | 2               |
| Nueva Zelanda Airplay Chart        | 9               |
| Nueva Zelanda RIANZ Top 40         | 29              |
| Rusia Airplay Chart                | 46              |